# Союз Т-11
Союз Т-11 е съветски пилотиран космически кораб, който извежда в Космоса третата посетителска експедиция на орбиталната станция Салют-7.

## Екипажи

### При старта

#### Основен
- Юрий Малишев (2) – командир
- Генадий Стрекалов (3) – бординженер
- Ракеш Шарма (1) – космонавт-изследовател

#### Дублиращ
- Анатолий Березовой – командир
- Георгий Гречко – бординженер
- Равиш Малхотра – космонавт-изследовател

### При приземяването
- Леонид Кизим – командир
- Владимир Соловьов – бординженер
- Олег Атков – космонавт-изследовател

## Параметри на мисията
- Маса: 6850 кг
- Перигей: 195 km
- Апогей: 224 km
- Наклон на орбитата: 51,6°
- Период: 88,7 мин

## Програма
Трета посетителска и втора международна експедиция към станцията Салют-7, първи полет на гражданин на Индия. По това време там работи третият основен екипаж.
По време на полета са извършени 43 научни експерименти, включително топене на силиций и фотографско проучване територията на Индия (водни резерви, минерални ресурси, замърсяването на околната среда в делтата на Ганг, структурата на почвата, селско и горско стопанство). В космоса Р. Шарма практикува упражнения по йога, за да избегне отрицателното влияние на безтегловността върху организма.
Съвместната работа на шестимата космонавти продължава около 7 денонощия.
На 11 април третата посетителска експедиция се отделя от „Салют-7“ и малко по-късно се приземяват успешно на територията на СССР на борда на „Союз Т-10“. Техният кораб остава в космоса за приземяване на основната експедиция на станцията.